# Berezeț, Horodok
Berezeț (în ucraineană Березець) este un sat în comuna Nove Selo din raionul Horodok, regiunea Liov, Ucraina.

## Demografie
Componența lingvistică a localității Berezeț
     Ucraineană (99,48%)
     Alte limbi (0,52%)
Conform recensământului din 2001, majoritatea populației localității Berezeț era vorbitoare de ucraineană (99,48%), existând în minoritate și vorbitori de alte limbi.